# Mario Barth

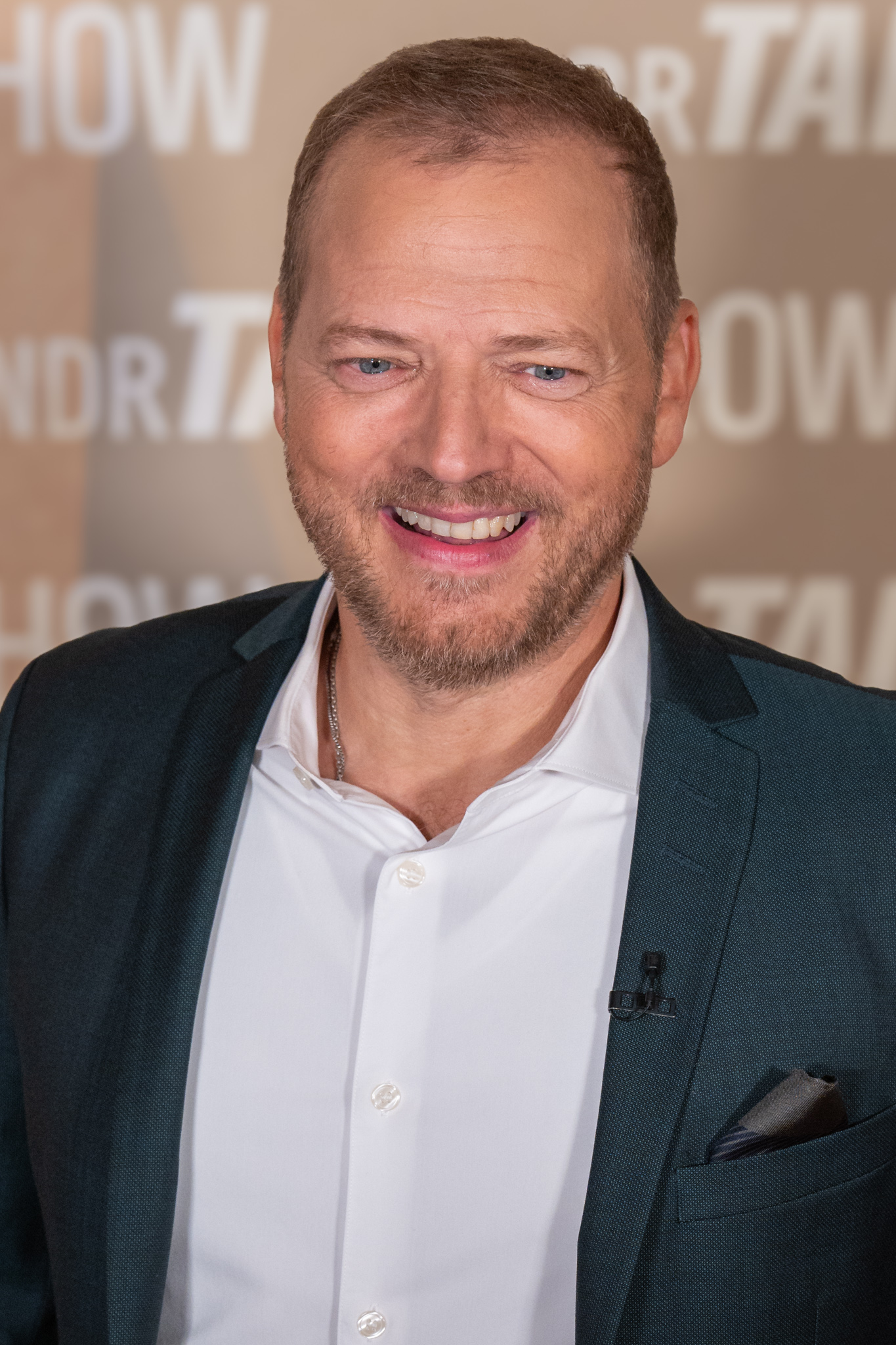
Mario Barth (2023)

Mario Wolfgang Barth (* 1. November 1972 in West-Berlin) ist ein deutscher Komiker und Moderator.

## Leben
Mario Barth wurde in Berlin-Mariendorf geboren und hat fünf Geschwister. Sein Vater kommt aus Ulm, seine Mutter aus Oberbayern. Er besuchte die katholische Privatschule St. Marien in Neukölln. Er ist katholisch und war in seiner Jugend Messdiener.
Barth machte bei Siemens in Berlin eine Ausbildung zum Kommunikationselektroniker – Fachrichtung Telekommunikation. Danach nahm er Schauspielunterricht. Er nahm an Comedy-Workshops wie zum Beispiel der Köln Comedy Schule teil. Erste Bühnenerfahrungen sammelte er bei Kurzauftritten in den Fernsehsendungen NightWash und Quatsch Comedy Club. Seit Anfang 2001 war er mit dem Bühnenprogramm Männer sind Schweine, Frauen aber auch! unterwegs. 2003 erhielt er bei ProSieben eine eigene Comedy-Fragesendung keine ahnung?, deren zweite Staffel 2005 ausgestrahlt wurde. Er war ab 2004 unregelmäßiger Gast in den Comedysendungen Schillerstraße und Genial daneben. Außerdem war er von Beginn an bei der RTL-Sendung Typisch Frau – Typisch Mann dabei.
Im Oktober 2005 erschien seine Live-DVD Männer sind Schweine, Frauen aber auch!, die im Juni im Tempodrom in Berlin aufgezeichnet worden war. Sie erreichte den 3. Platz der deutschen Albumcharts und wurde zwölf Mal mit Platin sowie einer Goldenen Schallplatte ausgezeichnet. Im Februar 2006 startete sein Programm Männer sind primitiv, aber glücklich!, für das er im Oktober 2006 mit dem Deutschen Comedypreis in der Kategorie Beste Live-Comedy ausgezeichnet wurde. 2007 erschien das Bühnenprogramm als CD sowie DVD und wurde mit 14 Platin-Schallplatten ausgezeichnet. Mit über 850.000 verkauften Exemplaren übertraf es seinen Vorgänger Männer sind Schweine, Frauen aber auch! und ist bis heute der meistverkaufte Comedytonträger in Deutschland. RTL strahlte im Dezember 2006 die Sendung Mario sucht das Paradies aus.
Ab November 2007 zeigte RTL die zehnteilige Unterhaltungssendung Mario Barth. Im Juli 2008 stellte Barth den Weltrekord als „Live-Comedian mit den meisten Zuschauern“ auf, indem er vor rund 70.000 Zuschauern im Olympiastadion Berlin auftrat. Zu dem Auftritt veröffentlichte er die Single Mensch Berlin, die er zusammen mit Paul Kuhn aufgenommen hatte. Im September 2008 erschien die DVD Die Weltrekord-Show: Männer sind primitiv, aber glücklich!, die den kompletten Auftritt im Olympiastadion beinhaltet.
Ende 2008 wurde Mario Barth vom Berliner Stadtmagazin tip unter 100 Kandidaten zum „peinlichsten Berliner 2008“ gewählt. 2009 veröffentlichte er seinen ersten Kinofilm, die Komödie Männersache, in der er wie in seinen Comedy-Programmen auf die Beziehung zwischen Mann und Frau eingeht. Außerdem erschien im April 2009 das Hörbuch Männersache auf CD. Im Mai 2009 startete Barth sein Bühnenprogramm mit dem Titel Männer sind peinlich, Frauen manchmal auch! Im September 2009 erschien die dazugehörige Live-CD. Von 2009 bis 2018 moderierte er die Comedysendung Willkommen bei Mario Barth auf RTL. Seit 2019 gibt es die Nachfolgesendung Mario Barth & Friends. 2012 und 2013 war er mit seinem vierten Live-Programm Männer sind schuld, sagen die Frauen auf Tournee. Die dazugehörige Live-DVD erschien Ende 2013.
Seit 2013 moderiert er Mario Barth deckt auf! bei RTL. In loser Folge werden Fälle von Steuerverschwendung kommentiert. Bei Mario Barth räumt auf geht es seit März 2018 um Alltagsthemen, die auf ihren Wahrheitsgehalt überprüft werden. Im Juni 2014 erreichte Barth einen neuen Weltrekord, indem er mit 116.498 Zuschauern „das größte Publikum für einen Komiker in 24 Stunden“ im Berliner Olympiastadion hatte. Von November 2019 bis Frühjahr 2020 moderierte er die Mario-Barth-Radioshow für den Berliner Hörfunksender 104.6 RTL. Die Sendung wurde vorab durch Voicetracking aufgezeichnet und war daher nicht live. Barth wohnt abwechselnd in Berlin und Düsseldorf. Er ist Inhaber des Unternehmens Hauptstadt Helden Merchandising mit Sitz in Düsseldorf sowie der Firma Punchline Production GmbH.
Mario Barth ist Botschafter des evangelikalen Kinder- und Jugendwerks Die Arche.

## Kritik und Rechtsstreitigkeiten
Im Dezember 2010 ließ Barth den Ausspruch „Nichts reimt sich auf Uschi“ als Wortmarke eintragen, obwohl dieser in den 1990er Jahren von den Moderatoren der Sendung Frühstyxradio bei Radio ffn geprägt worden war und Oliver Kalkofe und Dietmar Wischmeyer unter diesem Motto auf Tournee waren. ffn stellte einen Löschantrag auf die Wortmarke Barths, der jedoch erfolglos blieb. Seit 1. Januar 2021 ist die Marke auf Antrag Barths wieder gelöscht. Einen weiteren Rechtsstreit wegen seiner geschützten Wortmarke Nicht quatschen, machen verlor er im Juli 2011, weil das als allgemeine Lebensweisheit „nicht schutzfähig“ sei. Daraufhin wurde die Wortmarke im Jahr 2013 aufgrund eines Löschantrages vom DPMA gelöscht.
Als 2011 die Linksjugend solid aus Mecklenburg-Vorpommern im Rahmen einer Kampagne gegen die Verbreitung sexistischer Rollenklischees ein Poster mit Slogan und einer Abbildung Barths veröffentlichte, ging dieser dagegen juristisch vor. Die Organisation habe ohne Einverständnis sein Foto verwendet, weshalb die Abgabe einer Unterlassungserklärung gefordert wurde. Der Aufforderung kam die Jugendorganisation nicht nach und sah sich dabei durch die grundgesetzlich garantierte Meinungsfreiheit und die Freiheit des politischen Meinungswettstreits geschützt.
Stefan Niggemeier kritisierte in der FAZ im März 2014, dass Barths Sendung Mario Barth deckt auf „aus Ignoranz eine Tugend“ und „aus blinder Politikverdrossenheit eine Show“ mache. Die Möglichkeit, etwas dazuzulernen, sei in der Sendung nicht vorgesehen.
In einem Post auf Facebook beklagte sich Barth am 22. Juli 2016: „Es wird immer schwieriger zu schreiben, wie man etwas empfindet, da man entweder dann ein ‚Hetzer‘, ein ‚Angstverbreiter‘, ein ‚Natzi‘ [sic], ein ‚Publizist‘ oder ein ‚Idiot‘ ist“. Der Comedian Michael Mittermeier warf ihm daraufhin „billige Stimmungsmache“ und „nebulösen Populismus“ vor.
Im November 2016 veröffentlichte Barth ein Video auf Facebook, in dem er vor Ort behauptet, es gebe die von den Medien kolportierten Proteste vor dem Trump Tower aktuell nicht. Barth wurde daraufhin mit Kritik auf breiter Basis konfrontiert, mit seinem Beitrag das Stereotyp der Lügenpresse zu verbreiten. Barth verwahrte sich gegen eine Zuordnung zum rechten Milieu mit dem Hinweis darauf, dass sein Urgroßvater mütterlicherseits jüdisch gewesen sei.
Im März 2019 wurde er dafür kritisiert, dass er in seiner Sendung Mario Barth deckt auf Falschinformationen über die Stickoxid-Grenzwerte in Deutschland verbreitet hatte, die in der ZDF-Satiresendung Die Anstalt widerlegt wurden.
Am 30. August 2019 veröffentlichte Barth ein Video auf Facebook und Instagram, in welchem er sich über die Klimaaktivistin Greta Thunberg sowie über die Bewegung Fridays For Future lustig machte sowie klimaskeptische Thesen äußerte. Er erntete dafür einen Shitstorm in den sozialen Medien und auf einigen redaktionellen Plattformen, zu dem er in schriftlichen Posts Stellung nahm und sich erneut mit spöttischen Bemerkungen zur Klimaschutzbewegung ausließ.
Anfang April 2022 erregte Barth Aufsehen, als er ein Video auf Instagram veröffentlichte, in dem er zeigte, wie er wegen eines Verstoßes gegen die Corona-Maskenpflicht eines Zuges der Deutschen Bahn verwiesen wurde.

## Live-Programme
- 2001: Männer sind Schweine, Frauen aber auch!
- 2006: Männer sind primitiv, aber glücklich!
- 2009: Männer sind peinlich, Frauen manchmal auch!
- 2012: Männer sind schuld, sagen die Frauen!
- 2015: Männer sind bekloppt, aber sexy!
- 2018: Männer sind faul, sagen die Frauen!
- 2022: Männer sind Frauen, manchmal aber auch ... vielleicht!
- 2025: Männer sind nichts ohne die Frauen

## Diskografie

### Alben
- 2003: Männer sind Schweine, Frauen aber auch! (CH: Gold)
- 2004: Langenscheidt: Deutsch – Frau / Frau – Deutsch
- 2006: Männer sind primitiv, aber glücklich!
- 2009: Männersache (Soundtrack)
- 2009: Männer sind peinlich, Frauen manchmal auch!
- 2010: Langenscheidt: Frau – Deutsch / Deutsch – Frau 2 für Fortgeschrittene
- 2012: Männer sind schuld, sagen die Frauen[38]
- 2016: Männer sind bekloppt, aber sexy! Live
- 2018: Männer sind faul, sagen die Frauen – Live

### Kompilationen
- 2010: Die Trilogie

### Singles
- 2008: Mensch Berlin (zusammen mit Paul Kuhn)
- 2011: Ick liebe Dir (feat. Sido)

### Videoalben
- 2005: Männer sind Schweine, Frauen aber auch! (nur DVD, DE: ×10Zehnfachplatin +×12Zwölffachplatin (Comedy-Award) , AT: Platin)
- 2007: Männer sind primitiv, aber glücklich! (nur DVD, DE: ×1313-fach-Platin , AT: Platin)
- 2008: Die Weltrekord-Show: Männer sind primitiv, aber glücklich!
- 2009: Männersache
- 2010: Männer sind peinlich, Frauen manchmal auch! (DE: ×4Vierfachplatin +×2Doppelplatin (Comedy-Award) )
- 2011: Stadion-Tour 2011
- 2013: Männer sind schuld, sagen die Frauen! (DE: ×2Doppelplatin +Platin (Comedy-Award))
- 2014: Weltrekord-Show: Männer sind schuld, sagen die Frauen!
- 2016: Männer sind bekloppt, aber sexy! Live (DE: Platin)
- 2017: Waldbühne Open Air – Männer sind bekloppt, aber sexy
- 2019: Männer sind faul, sagen die Frauen

## Moderation

### Fortlaufend
- seit 2005: Mario Barth live!, RTL
- seit 2013: Mario Barth deckt auf!, RTL
- seit 2020[39]: Der König der Kindsköpfe, RTL

### Früher
- 2003–2005: keine ahnung?, ProSieben
- 2006–2007: Mario sucht das Paradies, RTL
- 2007: Mario Barth präsentiert: Die besten Comedians Deutschlands, RTL
- 2007–2008: Mario Barth präsentiert, RTL
- 2009–2018: Willkommen bei Mario Barth, RTL
- 2018: Mario Barth präsentiert: Die Wahrheit über Mann und Frau, RTL
- 2018–2020[40]: Mario Barth räumt auf!, RTL
- 2019–2020: Mario Barth & Friends, RTL
- 2022[41]: Mario Barth rettet deine Liebe, RTL

## Filmographie

### Kinofilme
- 2006: 7 Zwerge – Der Wald ist nicht genug
- 2006: Crazy Race 3 – Sie knacken jedes Schloss
- 2006: Cars – Synchronstimme von Klang 1964 Dodge A100
- 2009: Männersache
- 2011: Der Zoowärter – Synchronstimme des Affen
- 2011: Blutzbrüdaz
- 2016: Pets – Synchronstimme von Mel
- 2019: Pets 2 – Synchronstimme von Mel

## Werke
- Mario Barth: Langenscheidt Deutsch – Frau / Frau – Deutsch: Schnelle Hilfe für den ratlosen Mann. Langenscheidt, 2004, ISBN 3-468-73122-1.
- Mario Barth: Langenscheidt Frau – Deutsch / Deutsch – Frau 2 für Fortgeschrittene. Langenscheidt, 2010, ISBN 978-3-468-73194-5.
- Mario Barth: MEIN KOCHBUCH – KENNSTE, KENNSTE WAHRE JERICHTE. Tre Torri Verlag, 2023, ISBN 978-3-96033-157-5.

## Auszeichnungen
- 2002
  - Schwelmer Kleinkunstpreis für Männer sind Schweine, Frauen aber auch!
  - Gaukler- und Kleinkunstfestival Koblenz – Der Goldene Arsch mit Ohren
- 2003
  - RTL Comedy Cup für Männer sind Schweine, Frauen aber auch!
  - Das große Kleinkunstfestival – Publikums-Preis
- 2005
  - Deutscher Comedypreis Beste Live-Comedy für Männer sind Schweine, Frauen aber auch!
  - Silberner Bravo Otto in der Kategorie Comedian
- 2006
  - Deutscher Comedypreis Beste Live-Comedy für Männer sind primitiv, aber glücklich!
  - Silberner Bravo Otto in der Kategorie Comedian
- 2007
  - Deutscher Comedypreis Beste Live-Comedy für Männer sind primitiv, aber glücklich!
  - Silberner Bravo Otto in der Kategorie Comedian
- 2008
  - Weltrekord als „Live-Comedian mit den meisten Zuschauern“ (rund 70.000) im Olympiastadion Berlin für die Show Männer sind primitiv, aber glücklich!
  - Weltrekord für den längsten Abspann auf einer DVD (40 Minuten und 48 Sekunden) auf der Special-Edition von „Mario Barth: Die Weltrekord-Show“
  - Deutscher Comedypreis Beste Live-Comedy für Männer sind primitiv, aber glücklich! im Olympiastadion Berlin
  - 1LIVE Krone in der Kategorie Beste Comedy
- 2009
  - Deutscher Comedypreis Erfolgreichster Live-Act für Männer sind peinlich, Frauen manchmal auch!
- 2010
  - Deutscher Comedypreis in der Kategorie Erfolgreichster Live-Act
- 2011
  - Deutscher Comedypreis in der Kategorie Erfolgreichster Live-Act
  - Bronze Bravo Otto in der Kategorie Comedian
- 2013
  - Deutscher Comedypreis in der Kategorie Erfolgreichster Live-Act
- 2014
  - Europa-Rekord im Berliner Olympiastadion für größte mobile Bühne mit 2908 m²[42]
  - Weltrekord: „Das größte Publikum für einen Komiker in 24 Stunden“ mit 116.498 Zuschauern im Olympiastadion Berlin[43]
  - Deutscher Comedypreis in den Kategorien Erfolgreichster Live-Act und Beste Comedyshow (Mario Barth deckt auf!)
- 2015
  - Bayerischer Fernsehpreis für Mario Barth deckt auf!
- 2016
  - Deutscher Comedypreis für Erfolgreichster Live-Act
  - Leserpreis „Super-Günter“ für seine „Recherchen“ über die Proteste vor dem Trump Tower auf Facebook (Negativpreis)
- 2017
  - Radio Regenbogen Award für Comedy 2016[44]